# Reserve (Montana)
Pour les articles homonymes, voir Reserve.
Reserve est une census-designated place américaine située dans le comté de Sheridan, au Montana. Selon le recensement de 2010, sa population est de 23 habitants. La municipalité s'étend sur 1,36 milles carrés (3,52 km2).
Elle est située dans la réserve indienne de Fort Peck.

## Démographie
| Groupe            | Reserve | Montana | États-Unis |
| ----------------- | ------- | ------- | ---------- |
| Blancs            | 91,3    | 89,4    | 72,4       |
| Métis             | 4,4     | 2,5     | 2,9        |
| Amérindiens       | 4,4     | 6,3     | 0,9        |
| Autres            | 0       | 1,8     | 23,8       |
| Total             | 100     | 100     | 100        |
|                   |         |         |            |
| Latino-Américains | 0       | 2,9     | 16,7       |

Selon l'American Community Survey pour la période 2010-2014, 100 % de la population âgée de plus de 5 ans déclare parler l'anglais à la maison.